# ماسيمو لومباردو
ماسيمو لومباردو (9 يناير 1973 ببيلينزونا في سويسرا - ) هو لاعب كرة قدم سويسري في مركز الوسط. شارك مع منتخب سويسرا لكرة القدم. أما مع النوادي، فقد لعب مع نادي بيروجيا ونادي بيلينزونا ونادي سيرفيت ونادي غراسهوبر زيوريخ ونادي لوزان ونادي لوغانو ونادي نوشاتل زاماكس ونادي نيون وFC Meyrin ‏.

## مسيرته الكروية
لعب ماسيمو لومباردو خلال مسيرته الاحترافية مع 9 أندية في واحد وعشرون موسمًا وسجل خلالها 43 هدفًا ضمن 461 مباراة. حيث فاز في موسم واحد بالكأس وفي موسمين بالدوري.
خاض ماسيمو لومباردو مسيرته مع نادي بيلينزونا في موسم 1990–91 ولمدة موسمين، مشاركًا في 26 مباراة سجل خلالها هدفًا واحدًا. ثم انتقل إلى نادي غراسهوبر زيوريخ في موسم 1992–93 ليلعب معه خمسة مواسم، حيث شارك في 116 مباراة سجل خلالها 9 أهداف. لينتقل بعدها إلى نادي بيروجيا في موسم 1997–98 لمدة موسم واحد، مشاركًا في 23 مباراة سجل خلالها 7 أهداف. ثم انتقل إلى نادي لوغانو في موسم 1998–99 ولمدة موسمين، مشاركًا في 36 مباراة سجل خلالها هدفين. هذا وانتقل لاحقًا إلى نادي لوزان في موسم 2000–01 ولمدة موسمين، مشاركًا في 49 مباراة سجل خلالها 5 أهداف. ثم انتقل بعدها إلى نادي سيرفيت في موسم 2001–02 ليلعب معه أربعة مواسم، مشاركًا في 78 مباراة سجل خلالها 5 أهداف أيضًا. ليعود وينتقل من جديد، لكن هذه المرة إلى FC Meyrin ‏ في موسم 2004–05 لمدة موسم واحد، مشاركًا في 11 مباراة سجل خلالها هدفًا واحدًا. لينتقل بعدها إلى نادي نوشاتل زاماكس في موسم 2005–06 ولمدة موسمين، مشاركًا في 66 مباراة سجل خلالها 6 أهداف. ثم لعب في نادي نيون في موسم 2007–08 ولمدة موسمين، مشاركًا في 56 مباراة سجل خلالها 7 أهداف.

## وصلات خارجية
- ماسيمو لومباردو على موقع الاتحاد الدولي (مؤرشف)  (الإنجليزية)
- ماسيمو لومباردو على موقع قاعدة بيانات كرة القدم.إي يو (الإنجليزية)
- ماسيمو لومباردو على موقع ناشيونال فوتبول تيمز (الإنجليزية)